# Catharinabron

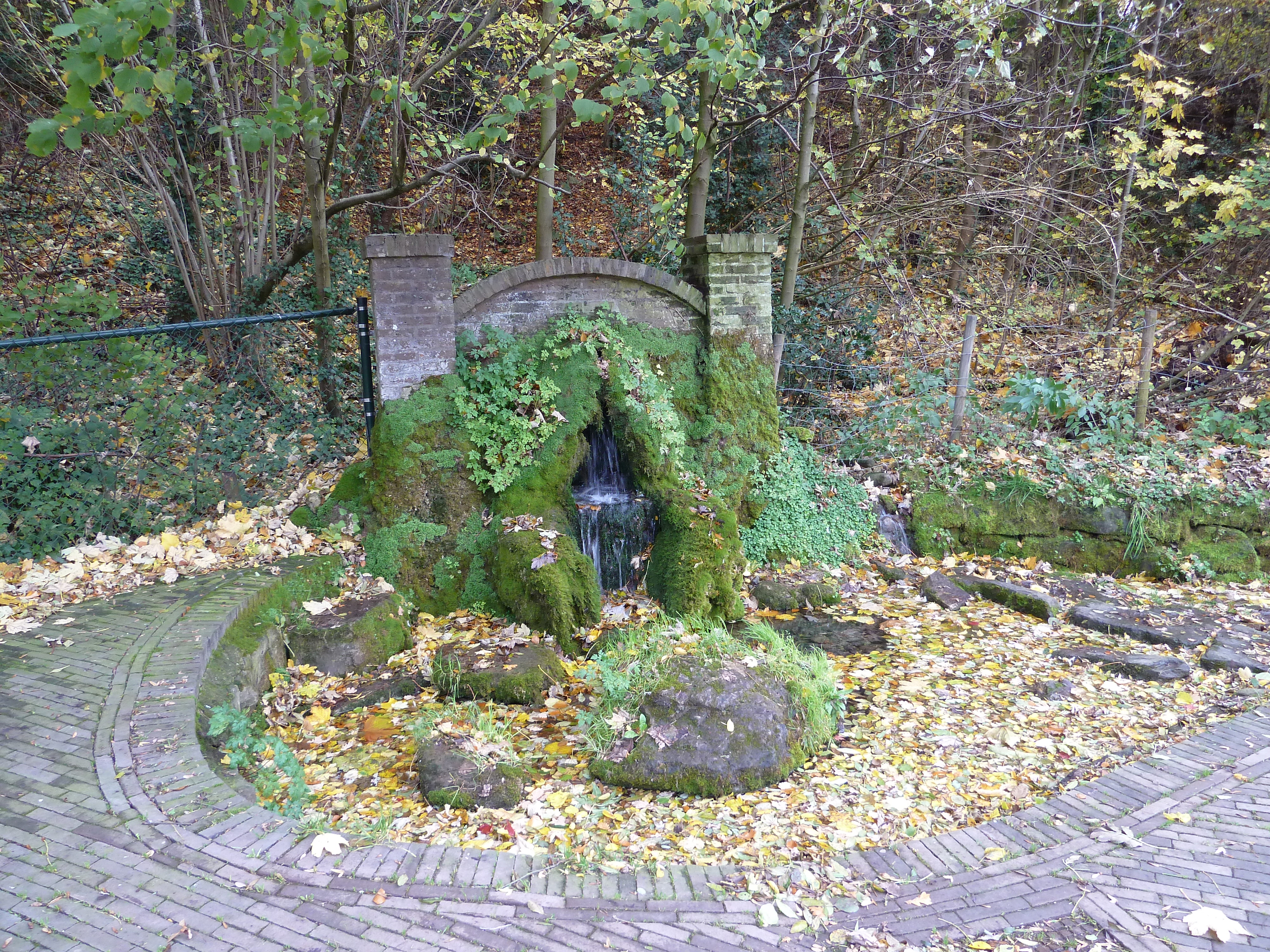
De Catharinabron

De Catharinabron, ook bekend als de Kaanjel, is een kalktufbron in Nederlands Zuid-Limburg in de gemeente Meerssen. De bron ligt aan de Sint Catharinastraat in het zuidwesten van het dorp Ulestraten in het Watervalderbeekdal en is een van de bronnen die de beek Vliekerwaterlossing voedt. Ten zuiden van de bron ligt het hellingbos Vliekerbos op de Wijngaardsberg.

## Geschiedenis
Reeds in 1920 werd de bron door lokale bewoners gebruikt als drinkwaterbron en kwam men hier met emmers, vaten en melkbussen hun drinkwater halen die ze vervolgens op boerenkarren huiswaarts vervoerden. Om het water af te tappen gebruikte men een lange buis, een zogenoemde 'kaanjel'.
Vanaf 1950 raakte de bron buiten gebruik als gevolg van de aanleg van een drinkwaterleiding in Ulestraten. Wel werd de bron nog gebruikt om het vee van water te voorzien. In 1955 bouwde men aan de straat een muur, waarbij men het water van de bron door een pijp naar de muur liet stromen.
In 2011 werd de in verval geraakte bron gerestaureerd.

## Geologie
De bron ontspringt in de westelijke helling van de Wijngaardsberg, onderdeel van het Centraal Plateau en de noordhelling van het Geuldal. Water dat in de bodem sijpelt stuit op ondoordringbare kleilagen. Onder andere in Ulestraten komt dat water aan de oppervlakte met hier een constante stroom van twee liter water per seconde.

## Biotoop
Het water van de kalktufbron bleek in 2011 met 101 milligram per liter een zeer hoog nitraatgehalte te hebben met een waterhardheid van 13-18. Als gevolg van het kalkrijke water slaat er kalktuf neer op de omgeving waardoor er een kwetsbaar waterbiotoop met bijzondere soorten ontstaat. Rond de bron groeien er dankzij het kalkrijke water verschillende mossoorten die hier van houden, algen en het paarbladig goudveil. Ook de zeldzame bronplatworm (Crenobia alpina) leeft er.